# Sowjetarmee
Sowjetarmee (russisch Советская армия, СА / Sowjetskaja armija) war die offizielle Bezeichnung für den Großteil der Streitkräfte der Sowjetunion von 1946 bis 1991. Bis 1946 hieß sie Rote Armee.
Nach eigenem Verständnis galt die Sowjetarmee als das wichtigste bewaffnete Machtorgan der Sowjetunion. Sie war im Kalten Krieg Bestandteil sowie Hauptkraft der Warschauer Vertragsorganisation und damit des sogenannten Ostblocks. Sie umfasste die fünf Teilstreitkräfte Landstreitkräfte, Strategische Raketentruppen, Luftstreitkräfte, Luftverteidigung und Zivilverteidigung. Die Seekriegsflotte, die Rückwärtigen Dienste, die Grenztruppen und die Inneren Truppen waren hingegen nicht Teil der Sowjetarmee. 
Die Sowjetarmee übernahm beim Ungarnaufstand 1956 und dem Prager Frühling 1968 die Funktion, die Herrschaft der Kommunistischen Partei in verbündeten Ostblockstaaten zu sichern. Beim Afghanistankrieg 1979 bis 1989 unterstützte sie den dortigen Satellitenstaat gegen die vom Westen unterstützten islamistischen Gruppen von Mudschahedin.

## Geschichte

### Vorgeschichte und Gründung
Vorläuferorganisation der Sowjetarmee war die gemäß Dekret des Rates der Volkskommissare vom 15. Januar 1918 nach dem Freiwilligenprinzip, ab Mai 1918 abgelöst durch die allgemeine Wehrpflicht, aufgestellte Rote Arbeiter- und Bauernarmee (kurz: Rote Armee (RA)). Als Gründungstag feierte sie den 23. Februar 1918, an dem die junge Armee der Legende nach bei Narva und Pskow die Truppen des deutschen Ostheeres bei ihrem Vormarsch gegen St. Petersburg zum Stehen gebracht haben soll.

### 1950er Jahre
1950 war die Sowjetarmee die zahlenmäßig stärkste Armee der Welt. Sie zählte 170 Infanterie-, 35 Panzer- und 58 Artillerie-Divisionen mit einer Friedensstärke von knapp viereinhalb Millionen Soldaten. Das Reservepotential der Sowjetarmee soll, die ideologisch-paramilitärischen Formationen der Werktätigen eingeschlossen, fast 30 Millionen Mann groß gewesen sein. Bis 1955 waren die aktiven sowjetischen Streitkräfte auf etwa 5,7 Millionen Mann vergrößert worden. Die offizielle Auflösung der sowjetischen Kavallerie erfolgte mit Ablauf des Jahres 1953. Hans Speidel notierte im November 1948 zur Sicherheitslage Deutschlands:

„Kurze Beurteilung der sowjetrussischen Militärmacht: Die obere sowjetische Führung ist gut [...] Mittlere Führung scheint immer noch schwerfällig und methodisch zu sein. Der sowjetische Soldat, vor allem der Panzermann, ist wertmäßig den besten der westeuropäischen gleichzusetzen, den meisten an Kriegserfahrung, Todesverachtung und Bedürfnislosigkeit überlegen. Sowjetrussland und seine Satellitenstaaten haben ein Mehrfaches an Erdstreitkräften, die tatsächlich da sind, gegenüber den Kräften der USA und Englands, die erst kommen sollen.“

In seiner, auf Veranlassung von Konrad Adenauer, verfassten Denkschrift „Gedanken zur Sicherung Westeuropas“ vom 15. Dezember 1948 forderte er angesichts des sowjetischen Militärpotenzials mindestens 20 weitere amerikanische Panzerdivisionen.
1955 kam die erste sowjetische Atomkriegsvorschrift heraus. Ähnlich wie in den USA ging man zu dieser Zeit davon aus, dass die Einführung dieser neuartigen Massenvernichtungswaffen bedeutende Einsparungen im Umfang der herkömmlichen Militärmacht ermöglichen würde. Im sowjetischen Fall wirkte sich dazu ab Mitte der 1950er Jahre, bedingt durch den momentanen eigenen Vorsprung, eine gewisse Raketeneuphorie aus. Unter Chruschtschow wurde das sowjetische Militär aufgrund dieser Rahmenbedingungen bis 1960 auf weniger als vier Millionen Mann reduziert. Die damit verbundene Entlassung zehntausender Offiziere hatte allerdings bereits fühlbaren Unmut zur Folge. Kennzeichnend für jene Jahre war die Umschichtung von Ressourcen zur Aufstellung der neuen Teilstreitkraft Strategische Raketentruppen. Die Sowjetunion setzte ab Anfang der 1960er Jahre erneut auf eine vehemente Aufrüstung, die im Grunde bis zu ihrem Ende weiterbetrieben werden sollte. Größte Anstrengungen verwandte die Sowjetunion zunächst darauf, im Rüstungswettlauf gegen die USA eine nuklearstrategische Parität herzustellen. Neben stationären Interkontinentalraketen-Verbänden waren auch die mit nuklearen Mittelstreckenraketen ausgerüsteten Einheiten Teil der mehrere hunderttausend Mann starken „Strategischen Raketentruppen“ der Sowjetarmee. Dazu gehörte auch das im Westen als SS-20 bezeichnete mobile System, dessen Stationierung den NATO-Doppelbeschluss von 1979 motivierte.

### Schwierigkeiten ab den 1960er Jahren

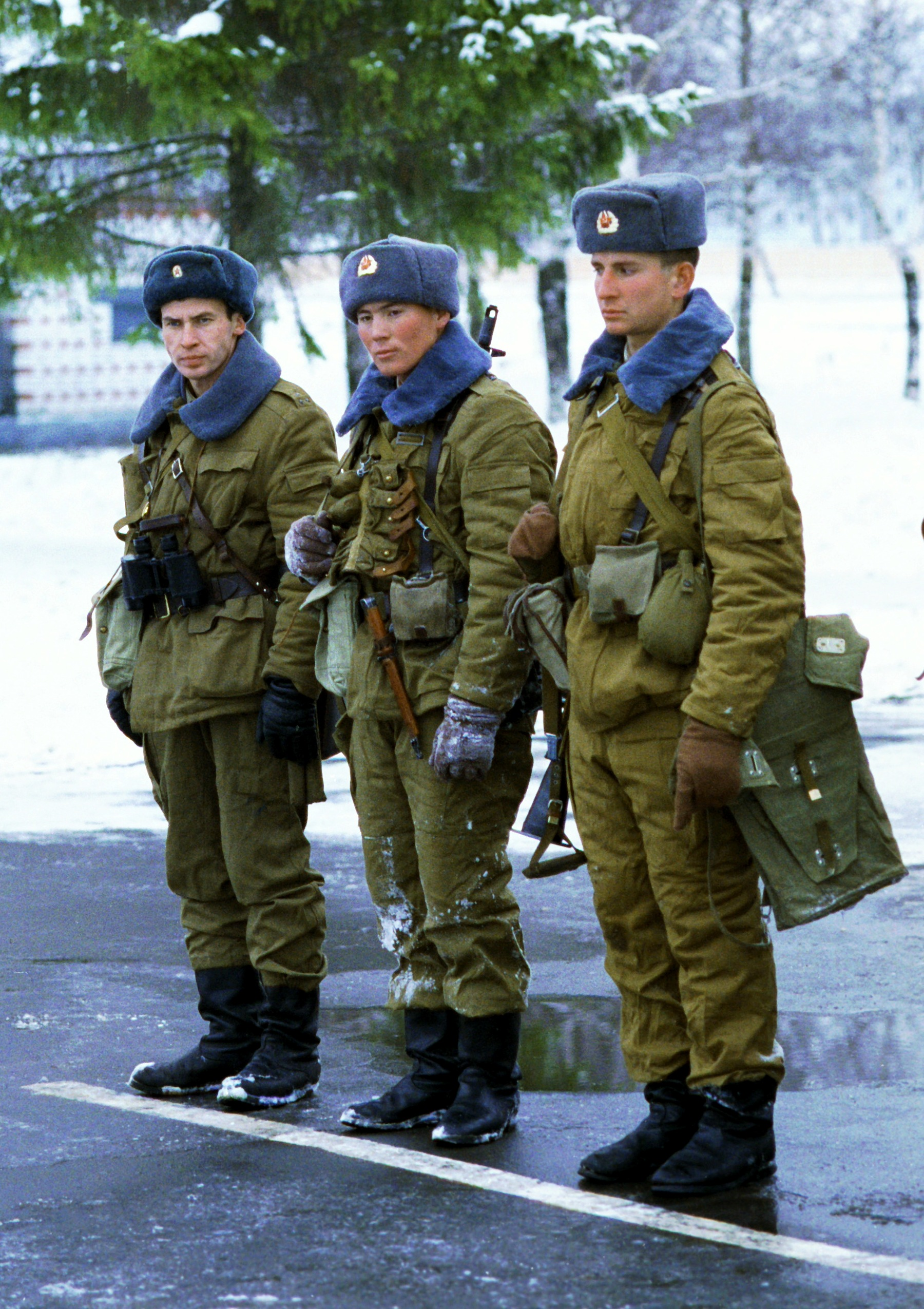
Sowjetische Soldaten verschiedener Volkszugehörigkeit

Der in den 1960er Jahren beginnende schleichende wirtschaftliche und soziale Verfall machte auch vor den zu großen Teilen aus Wehrpflichtigen bestehenden Streitkräften nicht Halt. Neben der hohen Anzahl Wehrpflichtiger war für das sowjetische Militär andererseits eine mit westlichen Armeen kaum vergleichbare kopflastige Führungsstruktur charakteristisch. So war 1978 ein Viertel des gesamten Personalbestands im Offiziersrang, auf 700 Mann aller Ränge kam ein General bzw. Admiral. Seit den 1970er Jahren war, wie an der Spitze von Staat und Partei auch, eine zunehmende Überalterung der obersten Führungskader von Sowjetarmee und Warschauer Pakt unübersehbar. Weltkriegsveteranen blieben bis weit jenseits des 60. Lebensjahres im Dienst. So war der Stabschef des Warschauer Pakts Anatoli Gribkow 1989 im 71. Lebensjahr. Verteidigungsminister Dmitri Ustinow amtierte bis zu seinem Tod im Alter von 76 Jahren 1984.
Ab den 1970er-Jahren verfestigte sich eine Selbstrekrutierung des Offizierskorps. 1970 waren 54 % der Generäle bäuerlicher Herkunft. Zur selben Zeit rekrutierten sich Hauptleute und Leutnante aus Offiziersfamilien, die häufig eine Militärschule besucht hatten. Ende 1980 stellten Offiziersfamilien die größte Gruppe der Offizierskandidaten. Das Offizierskorps wurde in der sowjetischen Gesellschaft einerseits als professionell und mit Prestige verbunden angesehen. Andererseits entwickelte es sich nach dem Zweiten Weltkrieg zu einer in sich abgeschlossenen Kaste. Ab der Mitte der 1980er Jahre verfiel sowohl durch mangelnde Bezahlung und mangels zur Verfügung stehenden Wohnraum der Lebensstandard des Offizierskorps. In dieser Zeit mussten sich 165.000 Offiziere auf eigene Kosten mangels Offizierswohnungen bei Zivilisten einquartieren. Ebenso verfiel das die Offiziersfamilien versorgende Sozial- und Gesundheitssystem. In den innerhalb der Sowjetunion stationierten Einheiten entwickelten sich Defizite bei der Versorgung mit Nahrungsmitteln und Konsumgütern. Der Verfall des Lebensstandards befeuerte Korruption und Dienstverletzungen.
Ein kompetentes Unterführerkorps nach NATO-Begriffen war praktisch nicht vorhanden. Mit Aufgaben, die im Westen qualifizierte Unteroffiziere ausfüllten (z. B. Panzerkommandant), waren in der UdSSR in der Regel bereits Subalternoffiziere betraut. Es gab eine sehr schmale Schicht längerdienender, meist technischer Spezialisten, die sogenannten Praporschtschiki (vergleichbar mit Fähnrichen), daneben nur wenige Starschina (Feldwebel). Die umfangreiche Dienstgradgruppe der Sergeanten hatte eine im Vergleich zu NATO-Unteroffizieren unzureichende Ausbildung. Sergeanten stellten eine Art Obergefreite dar, die aus den alljährlich zweimal einrückenden Wehrpflichtigen per Vorauswahl (zum Beispiel DOSAAF-Aktivisten) entnommen waren. Während die Rekruten zuvor einmal im Jahr im Herbst einberufen wurden, ging man mit dem Wehrpflichtgesetz von 1967 zu einer halbjährlichen Rekruteneinberufung im Frühjahr und Herbst über. Die Dienstzeit wurde von drei Jahren auf zwei Jahre verkürzt.
Auf die sachgemäße Pflege und Instandhaltung der Technik wurde im Allgemeinen mehr Wert gelegt als auf Ausbildung, Führung und Betreuung des Personals. Vergleichsweise gut versorgt waren Eliteverbände bei den Gruppierungen im Ausland oder Luftlandetruppen. Auf sie richtete sich das besondere Augenmerk der Führung, sie standen auf hoher Bereitschaftsstufe, bekamen besseren Mannschaftsersatz zugeteilt und konnten sich der Gefechtsausbildung widmen. Die breite Masse der sonstigen Einheiten war demgegenüber unterprivilegiert. Dort mussten Soldaten oft selbst Lebensmittel wie Rüben und Kartoffeln anbauen, um die Versorgung der Truppen zu verbessern; ganze Truppenteile wurden in die Wirtschaft abkommandiert. So sollte Engpässen in der Kohleförderung oder beim Einbringen der Ernte abgeholfen werden. Derartige Personalaushilfen waren bei sämtlichen Streitkräften des Warschauer Pakts üblich und angesichts der zunehmenden ökonomischen Probleme ab Mitte der 1970er Jahre immer häufiger zu beobachten.
Weitere Missstände kamen hinzu: So die Praxis, dass sich höhere Offiziere einen umfangreichen Stab persönlicher Diener hielten, der beispielsweise auch für private Bauvorhaben eingesetzt wurde. Die Reibungsverluste aufgrund gesamtgesellschaftlicher und binnenmilitärischer Unzulänglichkeiten (Unfälle), innersowjetischer Animositäten (Nationalitätenkonflikte) und der daraus resultierenden Kriminalität (Körperverletzungen, Tötungen) sind kaum genau zu beziffern, lagen aber sicher wesentlich höher als in westlichen Streitkräften. Dabei besteht der Eindruck, dass die 1967/68 eingeführte halbjährliche Rekruteneinberufung wesentlich zum Phänomen der sogenannten Dedowschtschina – dem Schikanieren jüngerer Rekruten durch dienstältere Wehrpflichtige – beigetragen hat.

### Afghanistan-Krieg

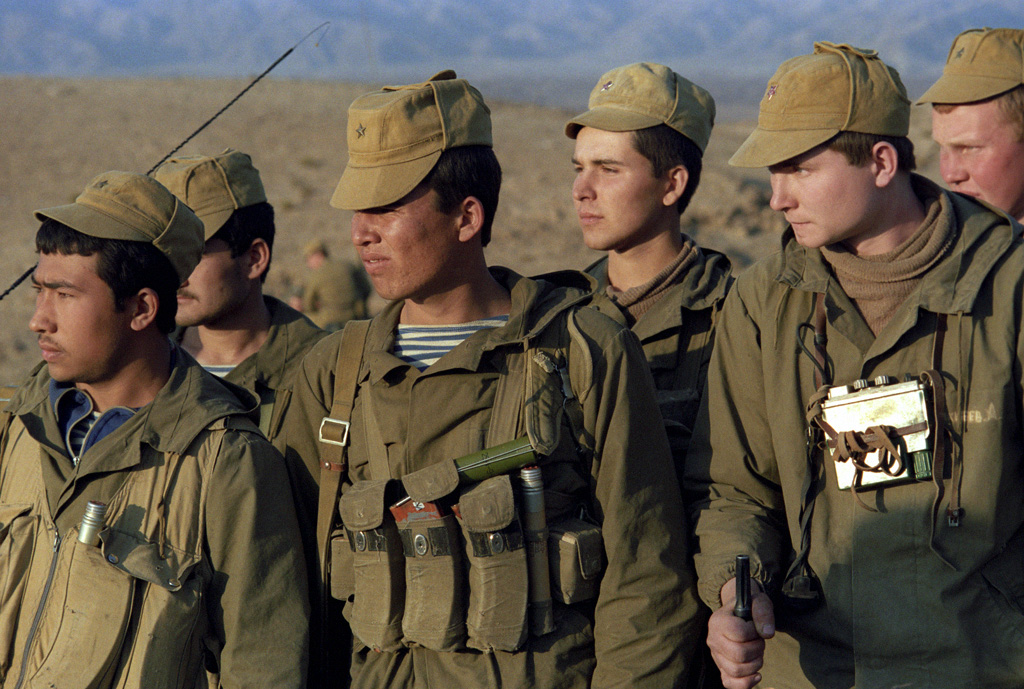
Sowjetische Spezialeinheit in Afghanistan, 18. Februar 1988

Im Afghanistan-Krieg sah sich die 40. Armee der Sowjetarmee (Begrenztes Kontingent der sowjetischen Truppen in Afghanistan) in unwegsamem Gelände mit einem langwierigen, für sie ungewohnten Guerillakrieg konfrontiert. Von 1979 bis 1989 dienten 642.000 sowjetische Militärangehörige in Afghanistan. Die Zahl der zu einem Zeitpunkt eingesetzten Soldaten variierte zwischen 80.000 und 150.000. Die Armee hatte rund 15.000 Tote zu beklagen, darunter rund 2.000 Offiziere. Hinzu kamen rund 35.000 Verwundete, von denen rund 10.700 Kriegsversehrte blieben. Die Sowjetarmee trug bei einer Stärke der verbündeten afghanischen Armee von 40.000 bis 80.000 die Hauptlast der Kämpfe. Rund 412.000 Soldaten erkrankten ernsthaft während des Einsatzes. Davon rund ein Viertel an infektiöser Hepatitis. Die hohe Zahl der Krankheitsfälle resultierte in dauerhafte Personalunterdeckungen der im Land befindlichen Einheiten von einem Viertel bis zu einem Drittel.
Mit diesem Konflikt handelte sich die Supermacht Sowjetunion weitere moralische Probleme sowie starke materielle und personelle Abnutzungserscheinungen in ihren Streitkräften ein. Zwar konnten die Interventionstruppen nahezu jedes größere Gefecht gegen den von einheimischen und ausländischen Kräften getragenen Widerstand gewinnen und vor allem in der ersten Hälfte des Krieges dank ihrer Hubschrauberflotte große Erfolge verbuchen. 1988 beschloss die politische Führung jedoch den Rückzug der Truppen aus dem verwüsteten Land einzuleiten, der zu Beginn des Jahres 1989 abgeschlossen war. Die afghanische Regierung wurde auch weiterhin von der Sowjetunion unterstützt, beispielsweise durch das Einfliegen von Waffen und Hilfsgütern. Afghanistan versank in der Folge in einem jahrelangen blutigen Bürgerkrieg.

### Die sowjetischen Streitkräfte beim Zerfallsprozess
1985 zur Zeit der Machtübernahme Gorbatschows entfielen 49 % des Staatshaushalts auf den Militärisch-Industriellen Komplex, entsprechend 25 % des Bruttoinlandprodukts der Sowjetunion. Rund 40 % der Industriearbeiter waren in der Rüstungsindustrie beschäftigt. Der Umfang der sowjetischen Streitkräfte betrug 1985 zwischen 3,7 und 5 Millionen Soldaten, hinzurechnen muss man noch 570.000 Mann Grenz- und Sondertruppen, die dem KGB bzw. dem Innenministerium unterstellt waren. Die Sowjetarmee stand nach der Implosion des Staates, auf den sie vereidigt war, vor chaotischen Zuständen. Zunächst ging die Befehlsgewalt von der Sowjetunion auf die GUS über und später zur Russischen Föderation. Die Russische Föderation übernahm als Nachfolgestaat der Sowjetunion das strategische Militärpotenzial sowie den Großteil der Truppen, was das Problem der Stationierung russischer Truppen im Nahen Ausland mit sich brachte.
Ab 1989 wurde in Lettland, Armenien und Georgien die Wehrdienstverweigerung ein Massenphänomen. In der gesamten Sowjetunion erschienen nur 79 % der Wehrpflichtigen zum Dienst. Ein Teil der Erschienenen desertierte im Verlauf. 1990 wurden von drei Millionen Wehrpflichtigen nur die Hälfte eingezogen. Nach Angaben des Verteidigungsministerium fehlten im Juli 1990 536.000 Wehrpflichtige bei der Truppe. Im Zuge der Wirtschaftsreformen fiel die Kaufkraft von Berufssoldaten auf unter 30 % des Durchschnittslohns einer Arbeiterfamilie. Durch die Einschränkung der standortgebundenen Sozialprogramme waren 1991 rund die Hälfte der Offiziersfrauen von Arbeitslosigkeit betroffen. Neben der wirtschaftlichen Not litt das Prestige des Militärs auch durch Gewalteinsatz gegen die Bevölkerung unabhängigkeitswilliger Teilrepubliken.

### Der Übergang zur GUS-Armee nach dem August-Putsch
Infolge des fehlgeschlagenen Putsches vom August 1991, bei dem sich die Sowjetarmee für den Erhalt der Sowjetunion starkgemacht hatte, radikalisierte sich die politische Agenda der Republiken. Die Unabhängigkeitserklärungen der Ukrainischen SSR, später auch der Moldauischen SSR, der Georgischen SSR, der Aserbaidschanischen SSR und der baltischen Republiken hatten auch unmittelbare Konsequenzen für die Armee. Ziel des Generalstabs war, die vereinigten Streitkräfte möglichst lange und möglichst komplett zu erhalten. Angesichts der Tatsache, dass das Verteidigungsministerium der UdSSR ab 1992 über keine eigenen finanziellen Mittel mehr verfügte, musste dieses Vorhaben jedoch aufgegeben werden. Auf dem ersten Gipfel der GUS im Dezember 1991 einigte man sich auf die Unterstellung der strategischen Streitkräfte unter ein einheitliches Kommando der GUS.
| Land              | ICBM / МБР |
| ----------------- | ---------- |
| Russische SFSR    | 1066       |
| Ukrainische SSR   | 176        |
| Kasachische SSR   | 104        |
| Belarussische SSR | 54         |

### Reformprozesse innerhalb der Streitkräfte
Der Reformdruck innerhalb der Streitkräfte erhöhte sich. Die Armee musste sich in den Randrepubliken entscheiden, ob sie auf der Seite der Zentralregierung oder auf der Seite der nach Unabhängigkeit strebenden Republiksregierungen stand. Dadurch konnten die Offiziere starken politischen Einfluss ausüben, wie im Falle der 14. Armee während des Transnistrien-Konflikts. Der Erhalt des Unionsstaates lag in doppelter Hinsicht im Interesse der Armee, da sie sowohl auf die Union als Ganzes vereidigt war als auch der Zerfall der Sowjetunion wie der KPdSU die Versorgungssituation der Streitkräfte zunehmend verschlechterte. Die Auflösung der Oberbefehlsstrukturen, die bis 1991 die Streitkräfte kontrolliert hatten, führte zum zunehmenden Kontrollverlust der politischen als auch der militärischen Führung auf die bewaffneten Einheiten, sodass sie zunehmend unter den Einfluss lokaler Offiziere gerieten.

### Herausbildung einer russischen Armee
Die russischen Streitkräfte waren der Rechtsnachfolger der sowjetischen Streitkräfte und befanden sich Anfang 1992 angesichts der katastrophalen wirtschaftlichen Versorgungslage, der anstehenden Rückkehr von 500.000 Soldaten auf russischen Boden und der anhaltenden negativen Stimmung gegenüber dem Militär in einem Zustand des organisatorischen und psychologischen Chaos.
Das Verteidigungsministerium der Russischen Föderation war bemüht, sich möglichst jene Teile aus der Erbmasse des sowjetischen Militärpotenzials anzueignen, die Russland langfristig den Status einer militärischen Weltmacht sicherten. Dazu gehörte vor allem die Kontrolle über die Atomwaffen. Am 7. Mai 1992 veranlasste Boris Jelzin die Schaffung einer eigenen russischen Armee mit etwa 1,5 Millionen Mann aus dem Erbe der Sowjetarmee, die in ihrer neuen Doktrin die veränderte Sicherheitslage, die immense territoriale Reduktion und den Zerfall des Sowjetterritoriums berücksichtigen sollte.

### Nach dem Ende der Sowjetunion

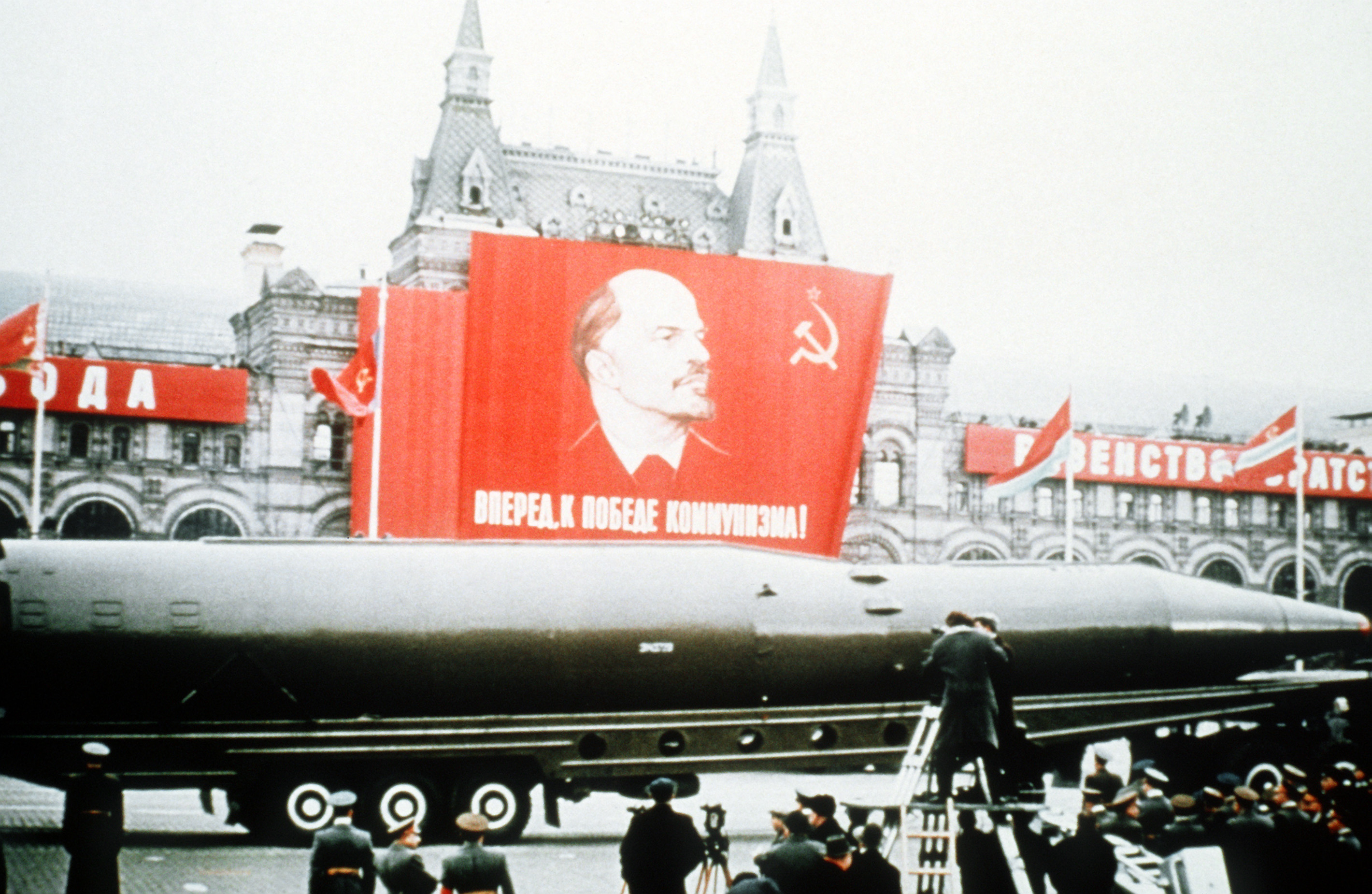
Militärparade auf dem Roten Platz in Moskau am 18. September 1990

Nach dem Ende der Sowjetunion wurde der Niedergang der nach dem Ende des Zweiten Weltkrieges mächtigsten konventionellen Streitkraft auch in der breiten Öffentlichkeit deutlich, insbesondere im Ersten Tschetschenienkrieg. Die nationalistischen Freischärler brachten den russischen Streitkräften empfindliche Niederlagen bei, insbesondere in der ersten Schlacht um die Hauptstadt Grosny. Die russischen Streitkräfte waren schlecht ausgebildet und ausgestattet, die Truppenführung war völlig verfehlt. Dies gipfelte letztendlich in einem vorübergehenden Rückzug.
Nach der Ära Jelzin haben die aus großen Teilen der Sowjetarmee formierten russischen Streitkräfte einen hohen Stellenwert für die politische Führung Russlands, die damit ihre weiterhin vorhandenen Ansprüche einer internationalen Großmacht legitimieren will. Es wird versucht, durch Reformen und einen höheren Militäretat eine Renaissance einzuleiten. Vielfach wird die einstige Größe und der Ruhm der Roten Armee beschworen. Der Niedergang konnte bislang jedoch nur in Teilbereichen aufgehalten werden.

## Führung
Die spezielle Verantwortung für alle Belange der Landesverteidigung sowie den Aufbau und die Führung der Sowjetarmee trug das Ministerium für Verteidigung der UdSSR, an dessen Spitze der „Minister für Verteidigung“ stand. Ihm waren der Generalstab sowie die Haupt- und Zentralverwaltung der Streitkräfte unterstellt. Der Chef des Generalstabs war auch zugleich erster Stellvertreter des Ministers.

## Entwicklung

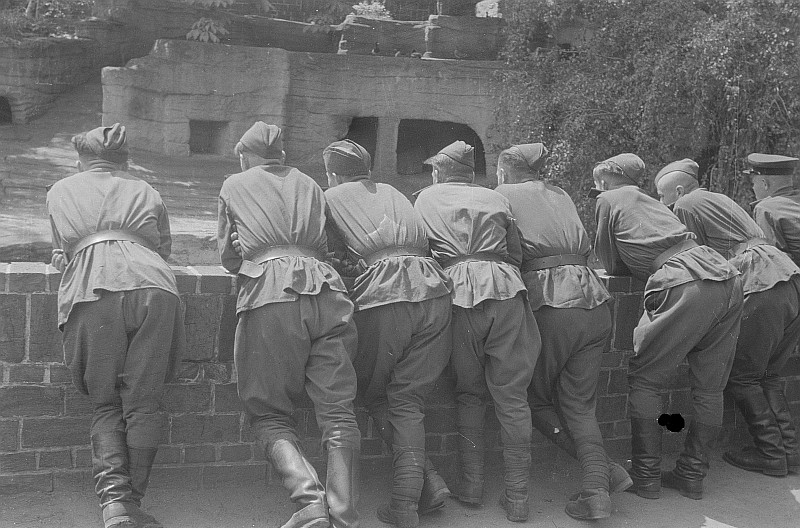
Rotarmisten in Deutschland bei einem Freizeitausflug 1948

### Allgemeine Entwicklung
Die im Zweiten Weltkrieg erprobten Strategien und Taktiken prägten und bestimmten bis zum Ende des Kalten Krieges und der Sowjetunion die Militärdoktrin der Sowjetarmee. Starke und zahlenmäßig überlegene, vor allem mit Panzern ausgerüstete konventionelle Stoßarmeen sollten auch im Zeitalter der nuklearen Waffenarsenale durch konzentrierte Vorstöße den Krieg auf dem Territorium des Gegners entscheiden, wobei insbesondere der Koordination von Bodentruppen und Luftstreitkräften erhebliche Bedeutung zugemessen wurde. Die in der SBZ bzw. DDR stationierte Gruppe der Sowjetischen Streitkräfte in Deutschland verfügte zu diesem Zweck über mehrere schlagkräftige Armeen, die für die gegenüberstehenden NATO-Verbände den potentiellen Gegner darstellten. Organisatorisch standen Armee und Flotte erstmals seit 1946 gemeinsam unter einem Volkskommissariat bzw. Ministerium für die Streitkräfte der UdSSR. Episode blieb eine erneute Trennung zwischen 1950 und 1953 in ein Kriegsministerium sowie ein Ministerium für die Seekriegsflotte der UdSSR. Nach Stalins Tod im Frühjahr 1953 wurden beide endgültig zum Ministerium für Verteidigung der UdSSR zusammengefasst. Der Generalstab, das eigentliche und wichtigste Führungsorgan, hieß ab Frühjahr 1946 Generalstab der Streitkräfte der UdSSR.
Nach dem Krieg wurden die Führungen der Fronten aufgelöst und teilweise in Militärbezirke umgewandelt. Die Demobilisierung war 1948 abgeschlossen, von über elf Millionen Mann 1945 verblieben noch knapp drei Millionen. In den ersten Nachkriegsjahren begann die Anpassung der Streitkräfte an die Bedingungen der „Revolution im Militärwesen“, der sowjetische Sprachgebrauch für die vom rapiden technischen Fortschritt gekennzeichnete neue Rüstungsphase. Es fand eine umfassende Motorisierung, Mechanisierung und Kampfwertsteigerung der Sowjetarmee statt. Die Luftstreitkräfte wurden auf die neu entwickelten Strahlflugzeuge umgestellt.

### Im Ausland stationierte Truppenkontingente
- In Polen stand bis 1990/93 die Nordgruppe der Sowjetarmee.
- In der Tschechoslowakei war von 1968 bis 1991 die Zentralgruppe der Sowjetarmee.
- In der sowjetischen Besatzungszone in Österreich waren bis 1955 Truppen stationiert.
- In Ungarn war bis 1990/91 die Südgruppe der Sowjetarmee.
- In der DDR bzw. den späteren Neuen Bundesländern und Berlin war bis 1994 die Gruppe der Sowjetischen Streitkräfte in Deutschland stationiert.
- In Rumänien standen sowjetische Truppen der Südgruppe bis 1958.

Der Großteil davon (400.000 – 500.000 Mann) entfiel auf die DDR, gefolgt von der Tschechoslowakei (80.000), Ungarn (mehr als 60.000) und Polen (unter 50.000).

## Stärke der Armee

### Personal und Gerät

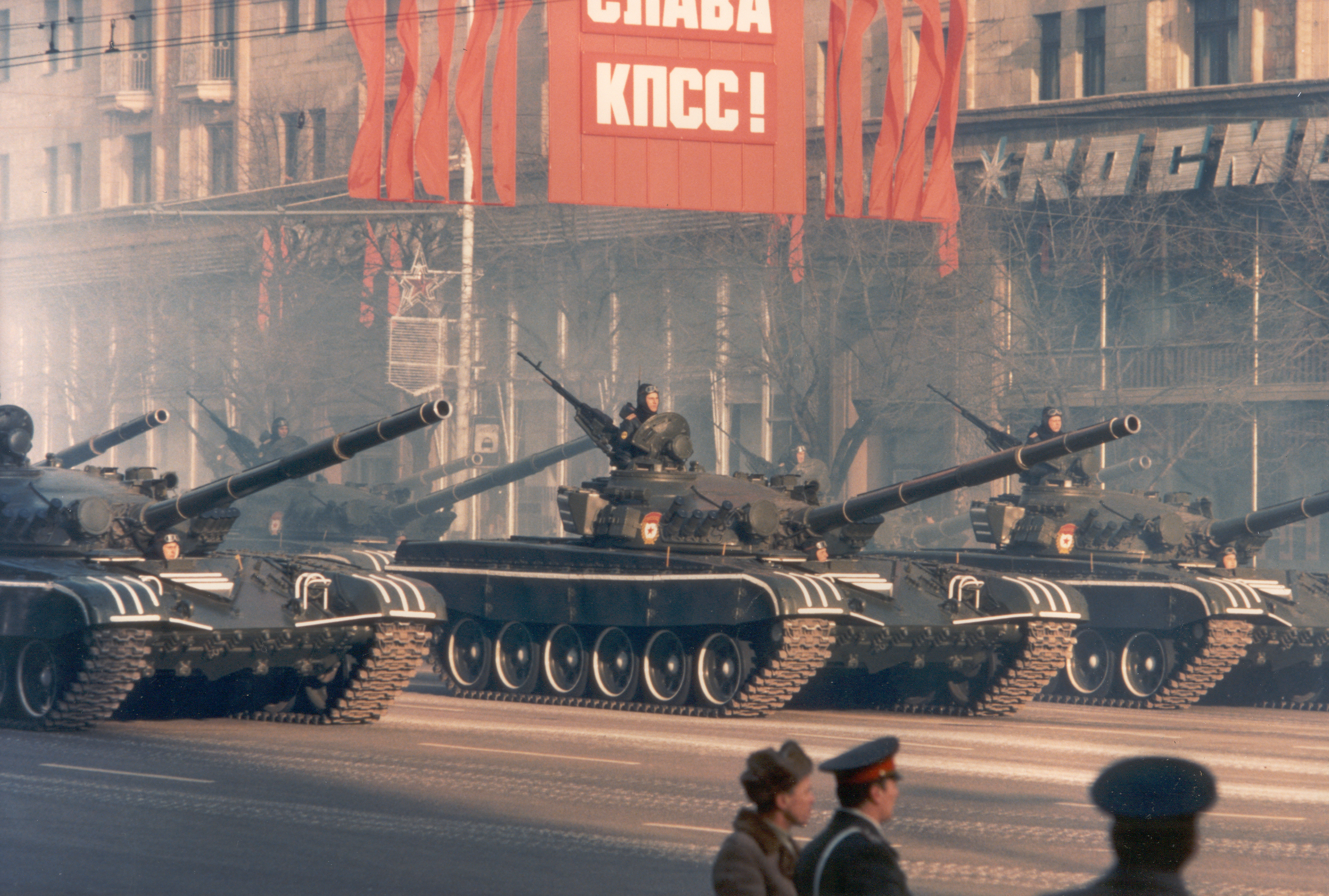
Militärparade zu Ehren der Großen Sozialistischen Oktoberrevolution, 7. November 1983

Über den personellen Umfang der sowjetischen Streitkräfte bzw. der Sowjetarmee kursierten teilweise widersprüchliche Zahlen; über weite Strecken der 1960er und 1970er Jahre ging man von knapp vier Millionen Soldaten aus. In westlichen Veröffentlichungen aus den nochmals angespannten 1980er Jahren wurde angegeben, das sowjetische Militär weise eine Gesamtstärke von deutlich mehr als fünf Millionen Soldaten auf.
An solchen Angaben wurde auch Kritik geübt. Im Interesse einer etwa in den USA politisch erwünschten Hervorhebung des sowjetischen Bedrohungspotentials rechneten eigene Geheimdienstanalysen offenbar auch unbesetzte Planstellen in die Iststärke ein. Zudem gingen die Ansichten darüber auseinander, ob bestimmte Formationen wie Bau- oder Eisenbahntruppen und weitere paramilitärische Teile nun zu berücksichtigen waren oder nicht.
| Waffenart                               | 1965 | 1970  | 1975  | 1980  | 1985  | 1990  | 1991  |
| --------------------------------------- | ---- | ----- | ----- | ----- | ----- | ----- | ----- |
| Panzer                                  |      | 38000 | 42000 | 50000 | 52600 | 41700 | 54400 |
| Artillerie, Granatwerfer, Raketenwerfer |      | 21000 | 26100 | 29900 | 50200 | 64200 | 64200 |
| strategische Flugabwehrraketen          |      | 9800  | 9500  | 10000 | 9600  | 8650  | 8650  |
| Schützenpanzer                          |      | 30000 | 38000 | 62000 | 70000 | 86000 | 86000 |
| Armeehubschrauber                       |      | 800   | 1550  | 2000  | 4300  | 4500  | 4500  |
| Jagdflugzeuge der Luftstreitkräfte      |      | 2850  | 3550  | 5000  | 5900  | 4335  | 4905  |
| Jagdbomber                              |      | 895   | 825   | 518   | 500   | 390   | 410   |
| Grosse Überwasserschiffe                |      | 221   | 236   | 289   | 289   | 227   | 218   |
| Jagd-U-Boote                            |      | 240   | 265   | 257   | 203   | 242   | 221   |
| Strategische Bomber                     | 118  | 157   | 157   | 157   | 160   | 128   | 100   |
| landgestützte Interkontinentalraketen   | 281  | 1472  | 1469  | 1338  | 1371  | 1378  | 1006  |
| landgestützte Atomsprengköpfe           | 281  | 1472  | 2169  | 5362  | 6813  | 6938  | 6106  |
| Strategische U-Boote                    | 25   | 44    | 73    | 85    | 78    | 60    | 55    |
| seegestützte Interkontinentalraketen    | 75   | 317   | 771   | 990   | 980   | 908   | 832   |
| seegestützte Atomsprengköpfe            | 72   | 287   | 828   | 1558  | 2264  | 2900  | 2792  |
| Atomsprengköpfe (insgesamt)             | 882  | 2327  | 3565  | 7488  | 9997  | 11252 | 10164 |

### Mobilmachung
Die Mobilisierung für den Kriegsfall wurde in der Sowjetunion, wie insgesamt im Warschauer Pakt, als gesamtgesellschaftliche Aufgabe verstanden, die weit über die Streitkräfte hinausgreifen sollte. Nach der Demobilisierung großer Teile der Streitkräfte und ihres Materials nach dem Zweiten Weltkrieg begann 1953 der systematische Aufbau von Mobilisierungsstrukturen für den Fall eines erneuten Krieges. In diesem Jahr wurde im Gosplan eine Mobilmachungsgruppe innerhalb der 1. Abteilung (zuständig für die Rüstungsindustrie) eingerichtet. Zum Jahresende legte diese Gruppe der Partei- und Staatsführung einen Bericht über einen erheblichen Rückgang der Möglichkeiten zur militärischen Mobilisierung seit 1945 vor. Im folgenden Jahr richtete Gosplan eine Kriegs- und Mobilisierungsverwaltung mit 105 Mitarbeitern ein.
Die Zuständigkeiten wechselten in den folgenden Jahren, aber 1956 lag ein erster Mobilisierungsplan für die gesamte Volkswirtschaft vor, der von einem angenommenen ersten Kriegsjahr 1957 ausging. Demnach sollte die Rüstungsindustrie im Vergleich zum Vorjahr ihre Produktion von 6,3 auf 23,8 Milliarden Rubel erhöhen. Im Verlauf dieses Jahres sollten unter anderem 14.500 Flugzeuge, 16.300 Panzer und 2,7 Millionen Handfeuerwaffen hergestellt werden. Das stellte allerdings nur einen Bruchteil des erwarteten Bedarfs in der Sowjetarmee und den verbündeten Streitkräften dar. Das galt auch für vorhandene Rohstoffe sowie für Betriebsstoffe wie Kohle und Erdöl.
Angesichts dieser Zahlen und der Berlin-Krise baute die Sowjetunion ihre Rüstungsindustrie von 1959 bis 1962 massiv aus. Dadurch wurde der errechnete Ausstoß von Panzern, Selbstfahrlafetten und Schützenpanzern vom fiktiven ersten Kriegsjahr 1957 bis zur entsprechenden Annahme für 1966 mehr als verdoppelt. Der Ausstoß an Flugzeugen blieb in etwa gleich, aber die Flugtechnik war in der Zwischenzeit erheblich aufwändiger geworden. Es blieb trotz der Produktionssteigerung allerdings bei einer nur teilweisen Erfüllung des berechneten Bedarfs im Kriegsfall. Die verbündeten Armeen hätten nur mit einem Bruchteil ihres Bedarfs ausgestattet werden können.
Der Personalansatz für die voll mobilisierte Sowjetarmee lässt sich aufgrund der immer noch bestehenden Geheimhaltung betreffender damaliger Dokumente nicht genau bestimmen. Anhand der Hochrechnung aus Mengenangaben von bestimmten Versorgungsgütern lässt er sich aber mit rund zehn Millionen Mann veranschlagen.
Beim Zivilschutz ordnete der Ministerrat der UdSSR 1953 die Errichtung von Schutzräumen und die Einlagerung von Schutzausrüstung in 179 Großstädten an, die als Ziele möglicher Nuklearschläge angesehen wurden. Im Herbst 1961 bestanden zwar 49.500 Schutzbauten, aber nur Plätze für 13,5 Prozent der Bevölkerung von Großstädten und Industriezentren. Zudem wurden rund 20.000 Bunker zu anderen Zwecken genutzt und 60 Prozent boten keinen ausreichenden Schutz gegen Kernwaffen. Der Vorrat an Schutzmasken und -kleidung unterschritt den Bedarf noch stärker. Der Zivilschutz wurde in den frühen 1960er Jahren nach dem Vorbild des Militärs organisiert. 1966 bestanden im Zivilschutz neun Regimenter und 23 selbstständige Bataillone. Dazu kamen 27 Millionen freiwillige Zivilschutzhelfer, die allerdings nur über eine sehr bescheidene Ausstattung und zum Teil auch Ausbildung verfügten. Flankierend zum Schutz gegen Angriffe in Bunkern sollten Menschen im großen Stil aus besonders gefährdeten Städten evakuiert werden. Mitte der 1960er Jahre war eine Evakuierung von 44,7 Millionen Menschen innerhalb von vier Tagen geplant. Eine vorgesehene Entzerrung von Industrieanlagen durch einen räumlich weiter verteilten Neubau wurde kaum umgesetzt.

### Militärbezirke
Im Jahr 1945 gab es mehr als 30 Militärbezirke; ihre Zahl verringerte sich bis Mitte der 1970er Jahre auf 16 Bezirke, die bis zum Ende der Sowjetunion bestanden:
- Leningrader Militärbezirk
- Baltischer Militärbezirk
- Belorussischer Militärbezirk
- Karpaten-Militärbezirk
- Odessaer Militärbezirk
- Transkaukasischer Militärbezirk
- Turkestanischer Militärbezirk
- Mittelasiatischer Militärbezirk
- Moskauer Militärbezirk
- Kiewer Militärbezirk
- Nordkaukasischer Militärbezirk
- Wolga-Militärbezirk
- Ural-Militärbezirk
- Sibirischer Militärbezirk
- Transbaikal-Militärbezirk
- Fernöstlicher Militärbezirk

## Einsätze
Zusammen mit Verbänden des MWD/MGB und der Grenztruppen der UdSSR bekämpfte die Rote Armee/Sowjetarmee auch nach 1945 bis in die 1950er Jahre hinein bewaffnete Separatisten in der Ukraine und im Baltikum. Mehrere tausend Armeeangehörige starben bei diesen internen Einsätzen.

### Einmarsch in Ungarn 1956, Tschechoslowakei 1968
Die bedeutsamsten Auslandsoperationen der Sowjetarmee zwischen 1945 und 1979 waren die beiden Interventionen von 1956 in Ungarn und 1968 in der Tschechoslowakei. Die Niederschlagung des „Prager Frühlings“ war das umfangreichste Militärunternehmen in Europa nach dem Zweiten Weltkrieg. Nach Einschätzung der NATO war sie, unter rein militärischen Gesichtspunkten betrachtet, gut geplant und durchgeführt worden. Schwächen zeigten sich in der „Durchhaltefähigkeit“ der Verbände, was der im Vergleich zu westlichen Verbänden eher unterentwickelten Logistik und Versorgung der Sowjetarmee geschuldet war. Zudem leiteten tschechoslowakische Eisenbahner im zivilen Ungehorsam Nachschubzüge auf Abstellgleise. Sowjetische wie auch Ostblock-Heeresdivisionen umfassten zwar nur etwa zwei Drittel der Personalstärke westlicher Divisionen, hatten allerdings einen deutlich höheren Anteil an Soldaten mit Kampfaufgaben.

### Asien und Übersee
Am Koreakrieg nahmen nur in sehr begrenztem Umfang sowjetische Militärangehörige teil, vor allem Piloten der Luftstreitkräfte. Sie erprobten, verdeckt auf nordkoreanischer Seite eingesetzt, die neuartigen düsengetriebenen Jagdflugzeuge im Kampfeinsatz.
Die Operation Anadyr 1962 war wohl die komplizierteste Operation, die jemals von den sowjetischen Streitkräften durchgeführt wurde, wenn auch weniger Personal beteiligt war als bei den großen Interventionen zur Niederschlagung der Widerstandsbewegungen in den sozialistischen Bruderstaaten.
Im Jahre 1969 lieferten sich Einheiten der Sowjetarmee und der Grenztruppen kurzzeitig Gefechte mit der Chinesischen Volksbefreiungsarmee am Grenzfluss Ussuri in Sibirien, was den Höhepunkt einer seit Anfang der 1960er Jahre schwelenden Krise in den Beziehungen der beiden sozialistischen Großmächte darstellte. Seit Anfang des Jahrzehnts hatte die Sowjetarmee viele Verbände sowie nukleare Mittelstreckenraketen in den Grenzbereich zu China verlegt. Allein in der befreundeten Mongolischen Volksrepublik standen bis zum Ende des Kalten Krieges rund 70.000 Sowjetsoldaten.

## Besonderheiten

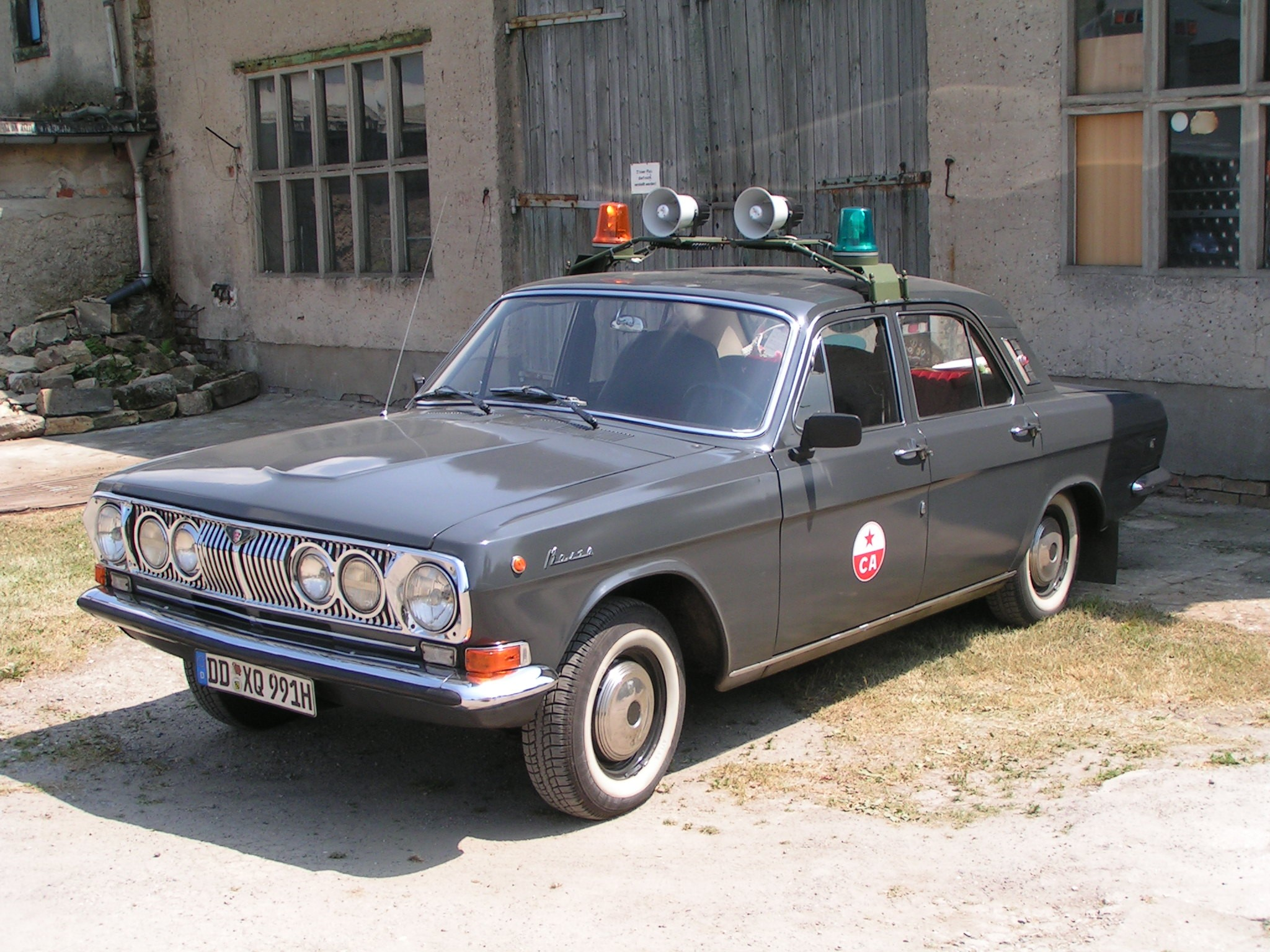
Wolga mit CA-Kennzeichnung

Seit ihrer Gründung waren die sowjetischen Streitkräfte eng mit der Kommunistischen Partei verzahnt. Ihren Mitgliedern kam eine Vorbildfunktion zu; sie galten als Verkörperung der ideologischen Standfestigkeit der Streitkräfte. Noch straffer als in den übrigen Bereichen der Gesellschaft waren die Parteimitglieder innerhalb der Armee von der untersten Einheitsebene an in Parteigruppen organisiert. Ab dem Zweiten Weltkrieg stieg die Anzahl der Parteimitglieder innerhalb der Armee ständig. Der Organisationsgrad nahm mit der Rangebene zu – in den letzten Jahrzehnten der Sowjetunion waren schließlich so gut wie alle Offiziere Mitglieder der KPdSU. Den Militärräten gehörten Politfunktionäre an. In den ersten Jahrzehnten stand für die Macht der Partei innerhalb des sowjetischen Militärs der bekannte Begriff des Politkommissars, der in der Blütezeit des Stalinismus gleichberechtigt oder sogar über dem jeweiligen militärischen Leiter stand. Auch wenn die Organisation und Befugnisse der „Politorgane“ in den Streitkräften mehrmals geändert wurden (so schaffte man 1955 den Politoffizier auf Kompanieebene ab), blieb die Führungsrolle und Kontrollfunktion der Partei innerhalb der Armee immer unangefochten, die Wichtigkeit ständiger parteikommunistischer Agitation der Truppe stand nie in Frage. Weil das sowjetische Militär der Partei klar nachgeordnet war, wollte die Führung Gefahren wie der Bildung von Offizierscliquen oder einem eventuellen Bonapartismus vorbeugen. Bezeichnend für ihre diesbezügliche Vorsicht war etwa die Kaltstellung Marschall Schukows. Auch nach ausländischer Einschätzung hatte die KPdSU ihr Militär gut unter Kontrolle. Der hohe Anteil von Offizieren am Gesamtpersonalbestand war auch auf die eigentlich militärfremde, umfangreiche Organisationsstruktur der „Parteiarbeiter“ innerhalb der Armee zurückzuführen. Sie unterstand der „Politischen Hauptverwaltung der Armee und Flotte“. In den übrigen Ostblock-Streitkräften war die parteipolitische Indoktrination dem sowjetischen Vorbild entsprechend organisiert. Seit 1967 bis zum Ende der Sowjetarmee gab es ab Einheitsebene (Kompanie, Batterie usw.) wieder „Politstellvertreter“ neben den jeweiligen militärischen Führern. Was den politisch-moralischen Zustand der Einheiten anging, kam ihnen eine nicht zu unterschätzende Bedeutung zu, denn mancherorts füllten sie gleichsam die Funktion von „Betreuungsoffizieren“ aus.
Eine weitere Besonderheit war die zuletzt der Dritten Hauptverwaltung des KGB unterstehende militärinterne Geheimdienststruktur. Jede Einheit wurde von verdeckt agierenden KGB-Offizieren überwacht, die sich für ihre Aufgaben eines Zuträgersystems innerhalb der Truppe bedienten. Daraus resultierte ein allgemeines Klima des Misstrauens mit entsprechenden negativen Folgen. In der Endphase der Sowjetunion wurde es mit zunehmender Erosion der Ideologie dadurch abgeschwächt, dass diese Organe leichter korrumpierbar wurden und der Druck insoweit nachließ.
Von den beiden Sonderstrukturen Partei und Geheimdienst noch beförderte systemtypische Schwächen wie Karrierismus und eine auf reine „Sündenbocksuche“ bzw. das Vertuschen von Problemen gerichtete Mentalität waren und blieben typisch für die sowjetischen Streitkräfte.

## Symbole der Sowjetarmee

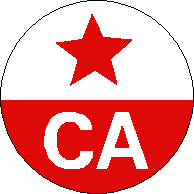
Fahrzeugemblem
Emblem der Sowjetarmee
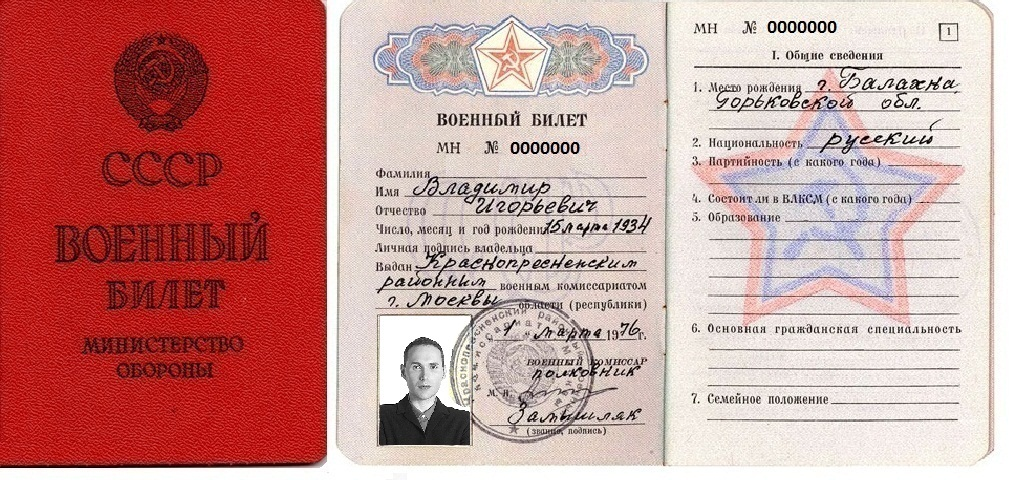
Wehrdienstausweis
Gardeabzeichen

### Ärmelabzeichen
Ärmelabzeichen symbolisierten die Zugehörigkeit zu Waffengattungen, Spezialtruppen, Diensten oder Verwendungen. Die Trageerlaubnis beschränkte sich auf die Dienstgradgruppen der Unteroffiziere, Kursanten und Fähnriche (Praporschtschik/Mitschman). Ärmelabzeichen wurden als Aufnäher am Uniformmantel, der Ausgang- oder Paradeuniform, aber auch an bestimmten Felddienstuniformen (beispielsweise: Grenzdienstuniform, Afghanistaneinsatz etc.) getragen. An der Spezialbekleidung, wie beispielsweise dem Overall der Panzerbesatzungen, oder Fallschirmjäger, wurden spezielle Ärmelabzeichen getragen.
Auswahl von Ärmelabzeichen

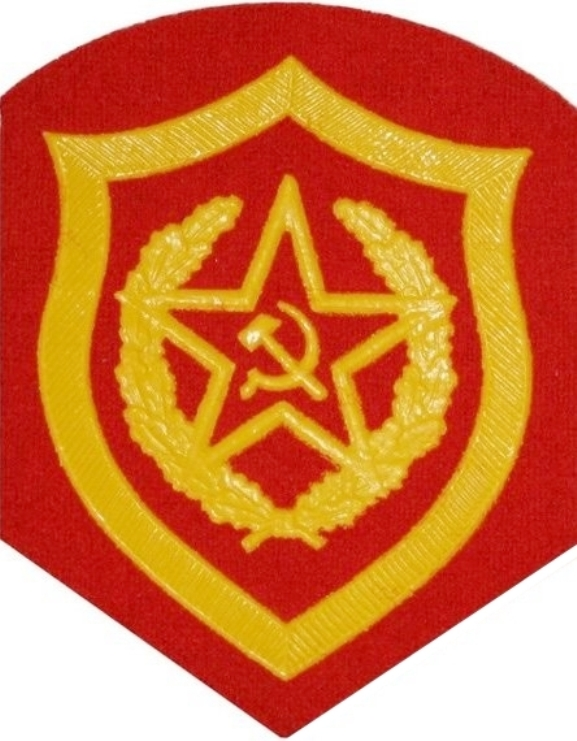
Motorisierte Schützen (Motostrelkowyje woiska)
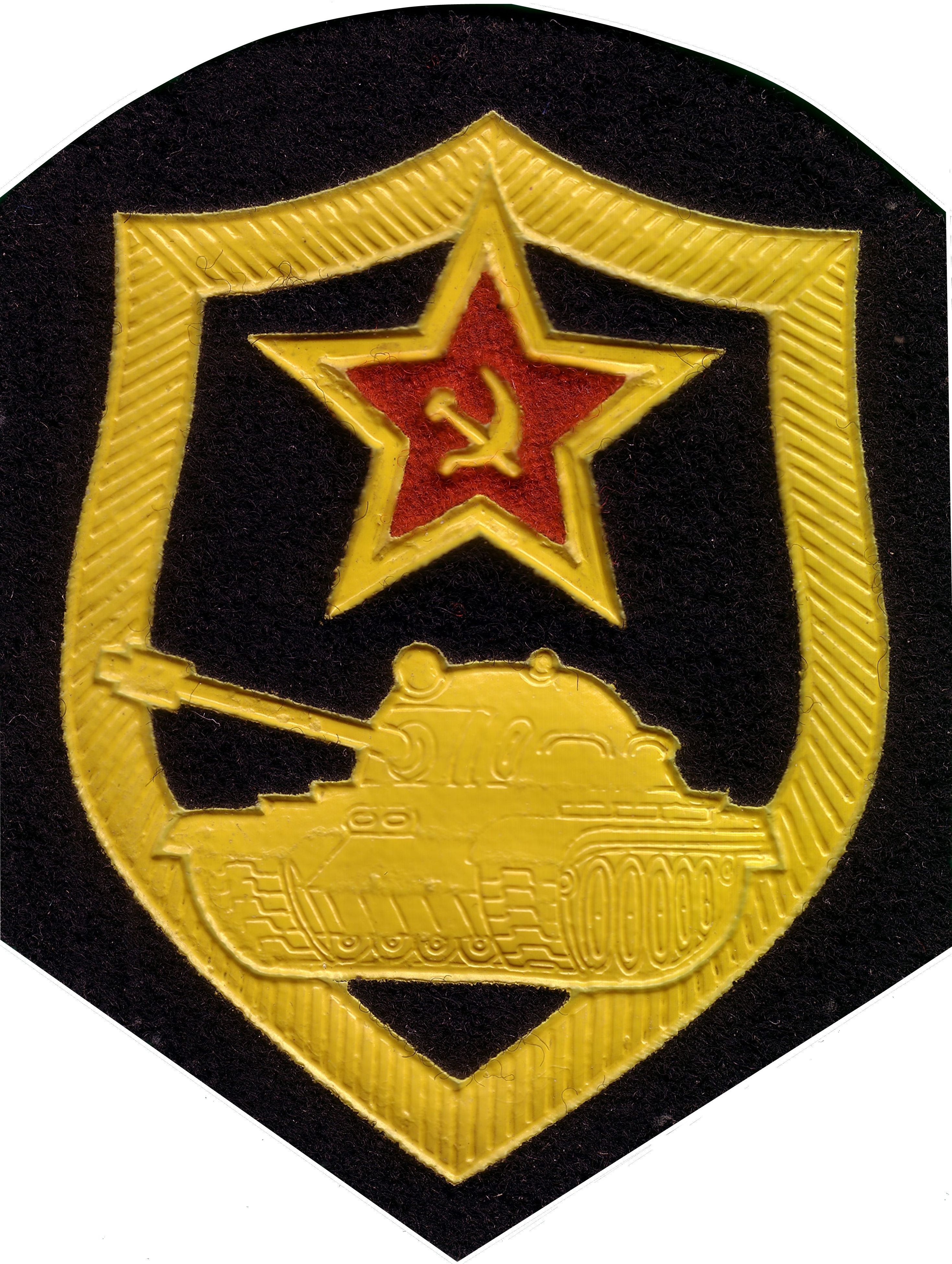
Panzertruppen (Tankowyje woiska)
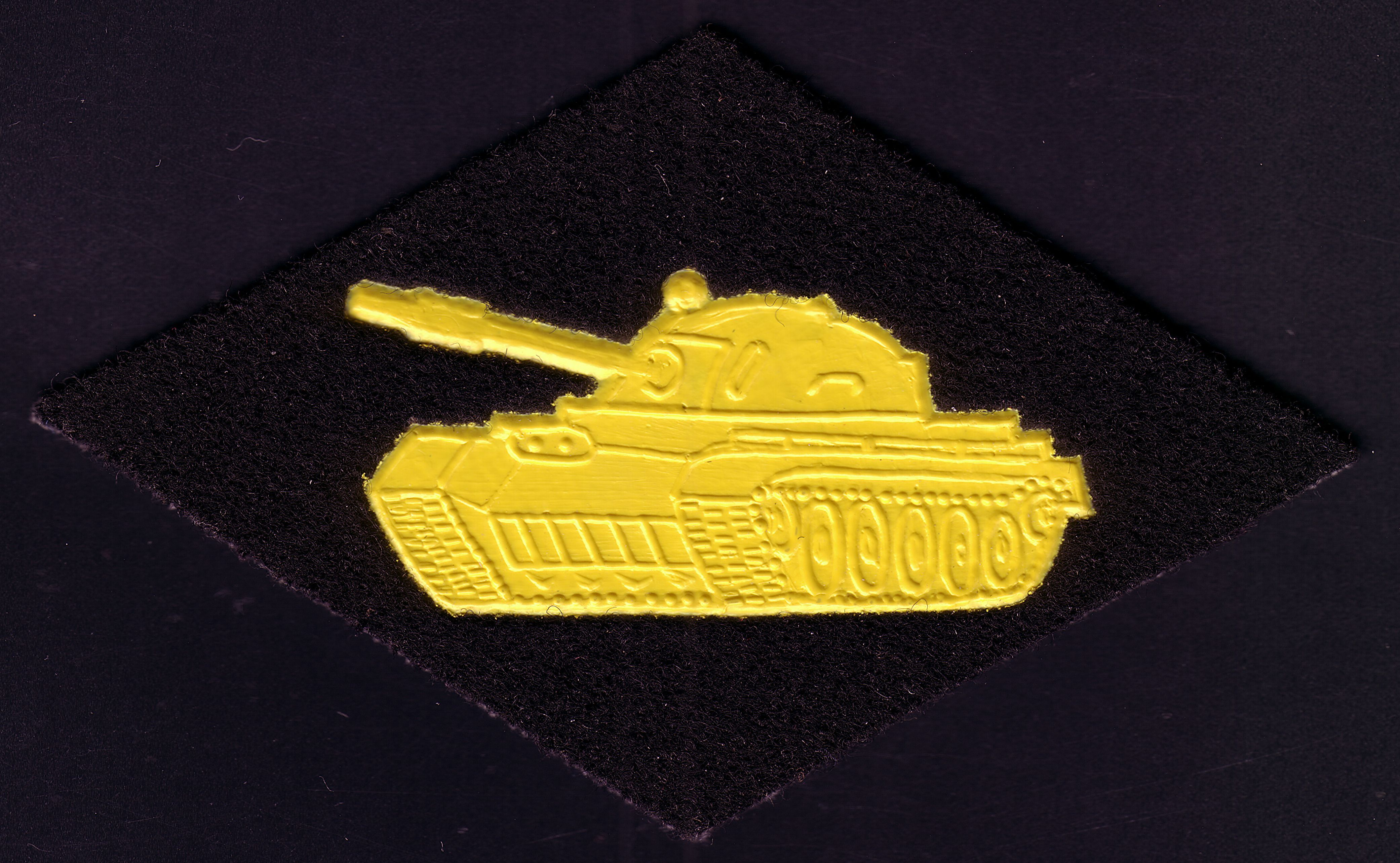
Overall Panzerbesatzung
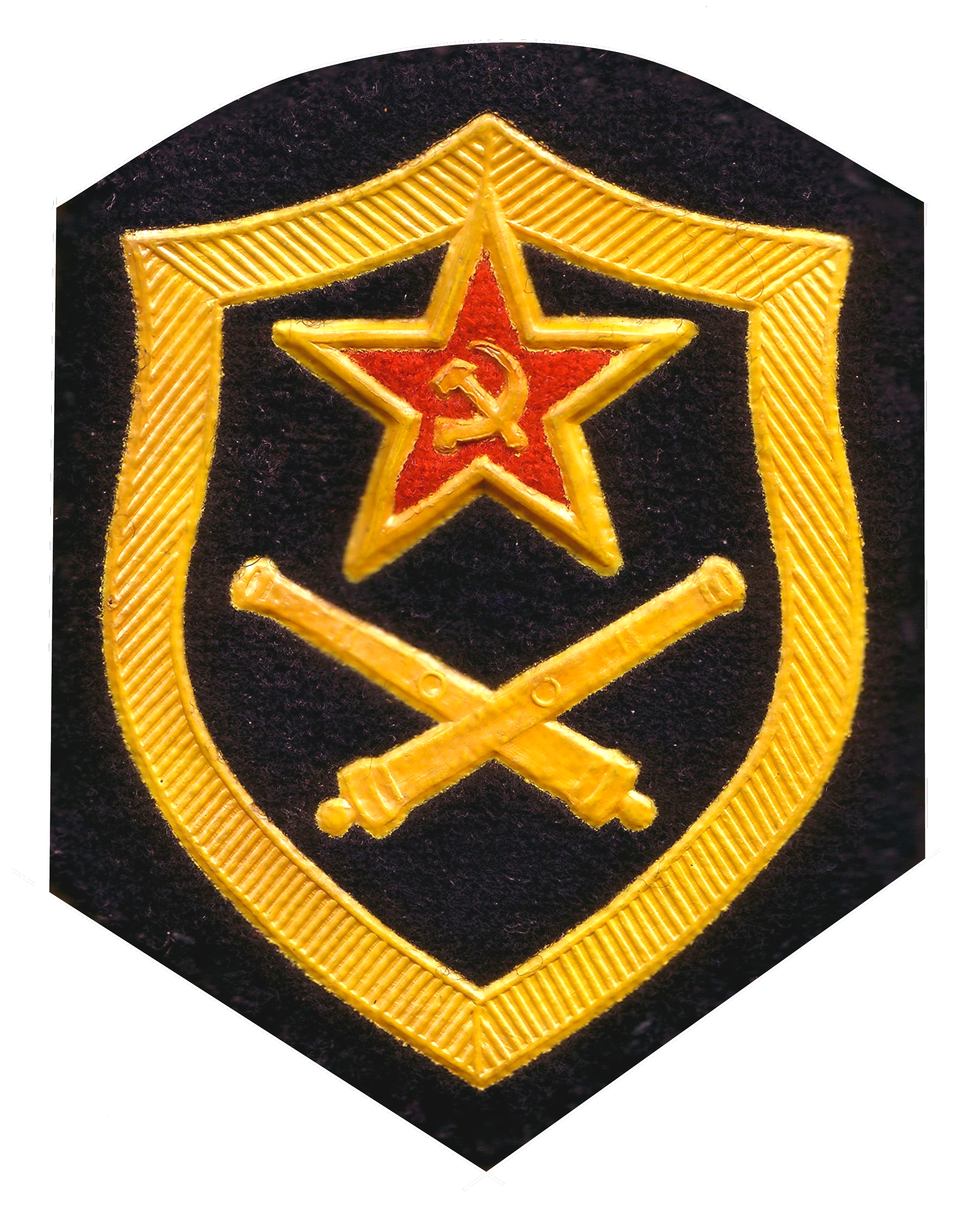
Raketentruppen und Artillerie (Raketnyje woiska i artillerija)
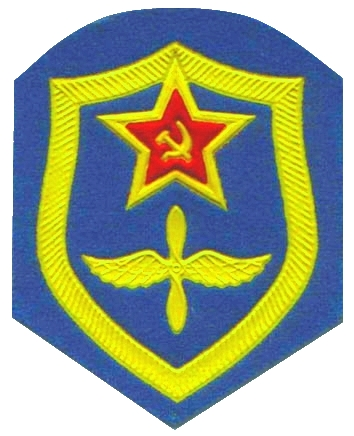
Luftstreitkräfte und Luftverteidigung (Wojenno-wosduschnyje sily i awiazija PWO)
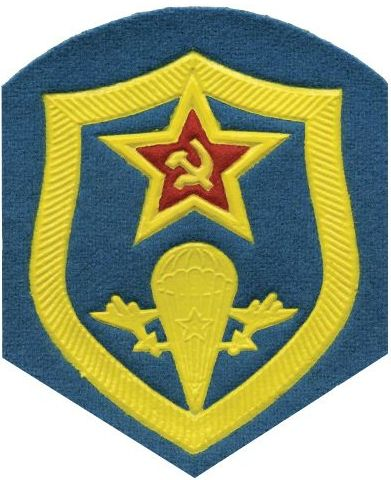
Luftlandetruppen (Wosduschno-dessantnyje woiska)
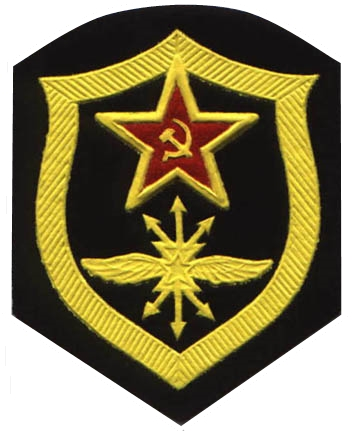
Nachrichten- & Funktechnische Truppen (Woiska swjasi & Radiotechnitscheskije woiska)
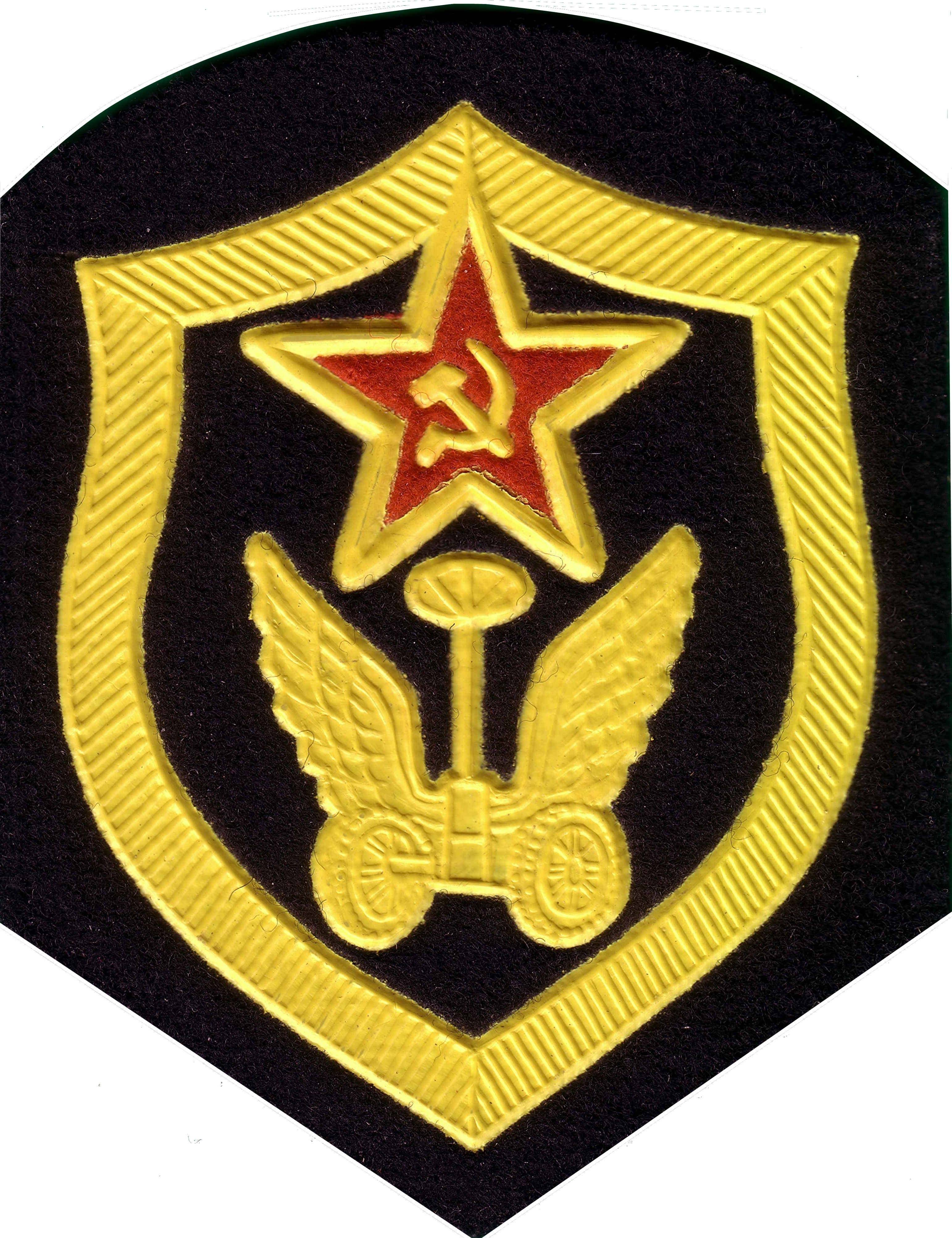
Kraftfahrtruppe & Straßenbaupioniere (Awtomobilnyje woiska & Doroschnyje woiska)
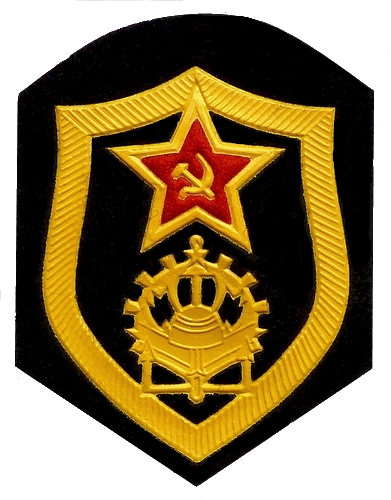
Baupioniere (Wojenno-stroitelnyje woiska)
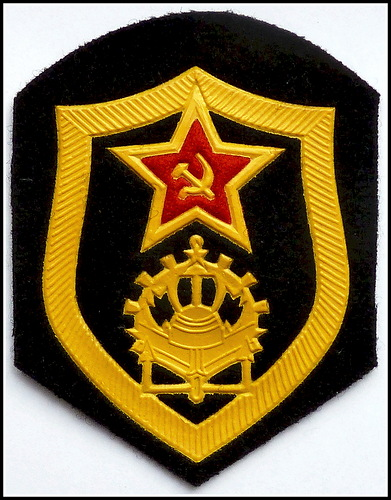
Pioniertruppen 1991 (Inschenernyje woiska)
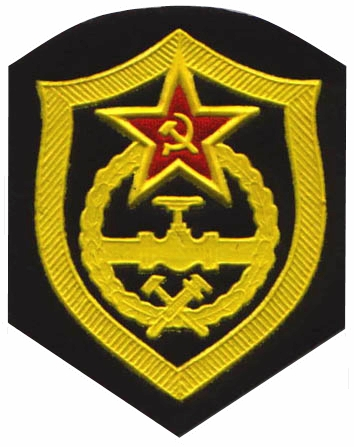
Pipeline-Truppen (Truboprowodnyje woiska)
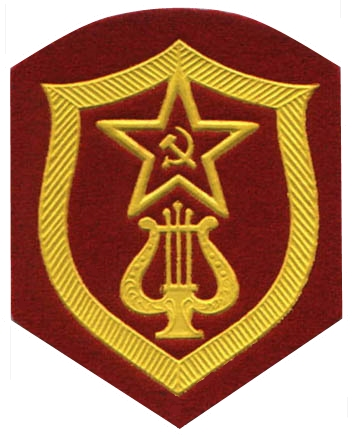
Militärmusikkorps (Wojenno-orkestrowaja sluschba)

## Auflösung der Sowjetarmee
Bereits seit Ende 1991 wurden Teile der Sowjetarmee auf das Territorium der RSFSR verlegt. Die in der Ukraine und Belarus stationierten Truppen wurden in nationale Streitkräfte überführt. Den Berufssoldaten wurde der Verbleib in der Sowjetarmee oder die Übernahme in die nationale Streitkräfte freigestellt.
Nach Auflösung der Sowjetunion im Dezember 1991 wurden bis 1993 die letzten Strukturen der Sowjetarmee außer Dienst gestellt. Rechtsnachfolger wurden die Streitkräfte der Russischen Föderation. Die auf den Territorien der betreffenden ehemaligen Sowjetrepubliken dislozierten Streitkräfte verblieben in der Regel an den jeweiligen Standorten, wurden umstrukturiert und waren fortan Verbände nationaler Streitkräfte.
Bis 1994 wurden die im Ausland stationierten Streitkräfte, wie beispielsweise die Westgruppe der Truppen in Deutschland, zurückgeführt und größtenteils aufgelöst. Die Berufssoldaten wurden bis auf wenige Ausnahmen entlassen. Hiervon waren auch Soldaten in Spitzenverwendungen nicht ausgenommen. Grundsätzlich entlassen wurden alle Soldaten, die im Rahmen der Abzugsverhandlungen Kontakte zum westlichen Militärbündnis hatten.